# ラ・ベルたからづか
『ラ・ベルたからづか』は宝塚歌劇団の舞台作品。月組公演。
1979年・宝塚の併演作品は『春愁の記』、1979年・東京は『バレンシアの熱い花』、1980年は『恋とかもめと六文錢』。

## 解説
※『宝塚歌劇100年史（舞台編）』の宝塚大劇場公演のページを参照
白井鐵造の様々な曲を現代風にアレンジしたレビュー作品。かつてシャンソンを使っていた「宝塚讃歌」の第一部、「すみれの花咲く頃」の歌をテーマにした第二部、かつて宝塚の舞台で主題歌として歌ったパリの歌を使って構成した第三部の三部構成からなる作品。

## 公演期間と公演場所
- 1979年6月29日 - 8月8日[2]　宝塚大劇場
- 1979年11月2日 - 11月26日[3]　東京宝塚劇場
- 1980年9月6日 - 9月28日[4]　岡山、一宮、横浜、島田、豊川、金沢、上越、糸魚川、富山、新潟、能代、札幌、滝川、留萌、仙台

## 宝塚大劇場公演のデータ
形式名は「グランド・レビュー」。3部24場。副題は「美しき宝塚」。

### スタッフ
- 作・演出：白井鐵造[2]
- 演出：小原弘稔[2]
- 音楽[5]：中元清純、河崎恒夫、吉崎憲治、南安雄
- 音楽指揮：橋本和明[5]
- 振付[5]：鈴木武、名倉加代子、家城比呂志
- 装置[5]：石浜日出雄
- 衣装[5]：任田幾英、今井晃子、眞野誠二
- 照明：今井直次[6]
- 音響：松永浩志[6]
- 小道具：上田特市[6]
- 効果：坂上勲[6]
- 演出補：太田哲則[6]
- 制作：橋本雅夫[6]
- ヘア・デザイン：和田好弘[6]